# BBC HD Brasil
BBC HD Brasil foi um canal de televisão em alta definição brasileiro de propriedade da BBC. No Brasil o canal possuía uma programação exclusiva para o país com áudio original e legendas, com alguns programas em português.

## História
Em 28 de maio de 2012 foi lançado no Brasil através da NET pela numeração 531. Anteriormente a BBC proprietária do canal tentou fazer uma negociação com a Globosat para que o canal fosse disponibilizado no país, mas o acordo não foi a frente. Em abril de 2013 o canal passará a ter atrações do canal Cbeebies aos finais de semana e blocos de gastronomia durante o horário imposto pela lei do SeAc da Agência Nacional do Cinema. O Canal operou no Brasil até 1 de setembro de 2015 quando deu lugar ao BBC Earth.